# Dobrochov
Obec Dobrochov se nachází v okrese Prostějov v Olomouckém kraji. Žije zde 362 obyvatel. Katastr obce protíná mezinárodní trasa E462 – dálnice D46.

## Historie
První písemná zmínka o obci pochází z roku 1141.

## Obyvatelstvo

### Struktura
Vývoj počtu obyvatel za celou obec i za jeho jednotlivé části uvádí tabulka níže, ve které se zobrazuje i příslušnost jednotlivých částí k obci či následné odtržení.
| Místní části   | Místní části   | 1869 | 1880 | 1890 | 1900 | 1910 | 1921 | 1930 | 1950 | 1961 | 1970 | 1980 | 1991 | 2001 | 2011 |
| -------------- | -------------- | ---- | ---- | ---- | ---- | ---- | ---- | ---- | ---- | ---- | ---- | ---- | ---- | ---- | ---- |
| Počet obyvatel | část Dobrochov | 320  | 314  | 296  | 333  | 341  | 354  | 338  | 358  | 328  | 302  | 254  | 249  | 259  | 292  |
| Počet domů     | část Dobrochov | 66   | 68   | 70   | 71   | 74   | 72   | 78   | 88   | 84   | 79   | 74   | 93   | 97   | 105  |

## Památky a turistické zajímavosti
- Kaple Nanebevzetí Panny Marie z roku 1927
- Pomník Padlým z roku 1927
- Východně na kopci Předina (313 m) je dlouholeté vysílací středisko Českého rozhlasu Praha na středních vlnách, někdy uváděné jako Brodek (u Prostějova). Výkon byl postupně zvyšován od předválečných desítek kW přes válečnou stovku kW (zabrán pro německý program - tzv. Donausender - díky výbornému dosahu na jihovýchod) až po 400 kW. Současnou ocelovou věž o výšce 152 m[5] od počátku 20. století ČRo pro zdejší střední vlnu 954 kHz již nevyužívá, do roku 2021 ještě pracoval 5 kW vysílač soukromé stanice Rádio Dechovka na 1233 kHz.[6]